# Mittelmeer-Rundfahrt 2010
Die 37. Mittelmeer-Rundfahrt ist ein Rad-Etappenrennen, dass vom 10. bis zum 14. Februar 2010 stattfand. Es wurde in fünf Etappen über eine Distanz von 694 Kilometern ausgetragen. Die Rundfahrt ist Teil der UCI Europe Tour 2010 und dort in die Kategorie 2.1 eingestuft.
Sieger war der Italiener Rinaldo Nocentini, nachdem dem eigentlichen Sieger Alejandro Valverde durch seine Verstrickung in den Dopingskandal Fuentes der Sieg aberkannt wurde.

## Etappen
| Etappe    | Tag         | Start – Ziel               | km  | Etappensieger         | Führender            |
| --------- | ----------- | -------------------------- | --- | --------------------- | -------------------- |
| 1. Etappe | 10. Februar | Carcassonne – Sauvian      | 123 | Jauheni Hutarowitsch  | Jauheni Hutarowitsch |
| 2. Etappe | 11. Februar | Peynier – Trets            | 170 | Jussi Veikkanen       | Jussi Veikkanen      |
| 3. Etappe | 12. Februar | Gréasque – Le Brusc        | 115 | Jauheni Hutarowitsch  | Jussi Veikkanen      |
| 4. Etappe | 13. Februar | La Londe-les-Maures – Biot | 160 | Julien El-Farès       | Jussi Veikkanen      |
| 5. Etappe | 14. Februar | La Ciotat – Toulon         | 126 | Francesco Masciarelli | Rinaldo Nocentini    |